# Моренго
Моренго (итал. Morengo) — коммуна в Италии, находится в регионе Ломбардия, подчиняется административному центру Бергамо.
Население составляет 2253 человека, плотность населения составляет 225 чел./км². Занимает площадь 10 км². Почтовый индекс — 24050. Телефонный код — 0363.
Покровителем коммуны почитается Христос-Спаситель, празднование 6 августа, на Преображение Господне.